# Une pièce et demie
Pour plus de détails, voir Fiche technique et Distribution.
Une pièce et demie (Полторы комнаты, или Сентиментальное путешествие на родину) est un film russe réalisé par Andreï Khrjanovski, sorti en 2009,.

## Synopsis
Le retour imaginaire du poète Joseph Brodsky à la patrie.

## Fiche technique
- Photographie : Vladimir Bryliakov
- Décors : Marina Azizian, Vladimir Svetozarov, Mikhail Gavrilov

## Distribution
- Alissa Freindlich : mère de Brodsky
- Sergueï Iourski : père de Brodsky
- Grigori Ditiatkovski : Joseph Brodsky
- Svetlana Krutchkova: Anna Akhmatova
- Igor Golovin : Dimitri Chostakovitch
- Danil Lavrenov : Alexandr Pouchkine